# Абу Алі ібн Мухаммад
Абу Алі ібн Мухаммад (перс. ابو علی بن محمد; помер 1035) — малік династії Гурідів.

## Правління
Став першим Гурідом, який перейшов з буддизму в іслам. Після цього він почав будувати мечеті й медресе. Був повалений 1035 року своїм племінником Аббасом.